# Taiping guangji
Le Grand Recueil de l'ère de la Grande Paix (chinois 太平廣記), ou Taiping guangji, est un recueil de récits en langue classique chinoise compilé par Li Fang sous les Song du Nord (l'ère de la paix étant les années 976-984). Il a été imprimé en 981.

## Présentation
Le Taiping guangji est un recueil de récits allant des Han aux Song, la plupart datant des Six Dynasties et des Tang. Il est composé de cinq cents juan (rouleaux ou livres).
Il comprend de nombreux contes taoïstes, bouddhiques et surnaturels à propos des dieux, immortels, fantômes et créatures éthérées et leurs rencontres avec les hommes.
Les récits de la période Tang relèvent du genre nommé chuanqi (傳奇).
Il est l'un des quatre grands livres des Song.
Ce genre littéraire étant perçu comme futile, il est exclu de la gigantesque compilation Siku Quanshu commencé en 1772.

## Composition
Les livres 316 à 355 sont consacrés au fantômes et démons.

## Chuanqiremarquables
- chapitre 193 : Biographie du chevalier à la barbe frisée de Du Guangting
- chapitre 484 : Biographie de Li Wa de Bai Xingjian
- chapitre 487 : Biographie de Petit-Jade Huo de Jiang Fang
- chapitre 488 : Biographie de Yingying de Yuan Zhen

## Traduction
- Aux portes de l'enfer. Récits fantastiques de la Chine ancienne, trad. Jacques Dars, Philippe Picquier, 1984, rééd. 1997.